# کارن آلکسانیان
کارن هاملتی آلکسانیان (ارمنی: Կարեն Համլետի Ալեքսանյան؛ زادهٔ ۱۷ ژوئن ۱۹۸۰ در گیومری) یک بازیکن فوتبال بازنشسته در پست هافبک اهل ارمنستان است.

## باشگاهی
از باشگاه‌هایی که در آن بازی کرده‌است می‌توان به شیراک، پیونیک، زیمبرو کیشیناو، بانانتس، تورپیدو-بلاز ژودزینا و اولیس اشاره کرد.

## تیم ملی
وی همچنین در ۲۵ بازی در ترکیب تیم ملی فوتبال ارمنستان حضور داشته‌است. آلکسانیان نخستین بازی ملی خود را که یک بازی دوستانه بود در تاریخ ۷ ژوئن ۲۰۰۲ در برابر آندورا انجام داد.

### آمارهای تیم ملی
| تیم ملی فوتبال ارمنستان | تیم ملی فوتبال ارمنستان | تیم ملی فوتبال ارمنستان |
| سال                     | بازی ها                 | گل‌ها                    |
| ----------------------- | ----------------------- | ----------------------- |
| ۲۰۰۲                    | ۱                       | ۰                       |
| ۲۰۰۳                    | ۰                       | ۰                       |
| ۲۰۰۴                    | ۷                       | ۰                       |
| ۲۰۰۵                    | ۶                       | ۰                       |
| ۲۰۰۶                    | ۴                       | ۰                       |
| ۲۰۰۷                    | ۱                       | ۰                       |
| ۲۰۰۸                    | ۶                       | ۰                       |
| مجموعاً                  | ۲۵                      | ۰                       |